# Gruppo di NGC 645
Il Gruppo di NGC 645 è un raggruppamento che contiene almeno cinque galassie situate nella costellazione dei Pesci. La distanza del centro di massa del gruppo dalla nostra Via Lattea è di circa 139 milioni di anni luce.

## Membri
La tabella seguente riporta le cinque galassie indicate da Garcia nel suo articolo pubblicato nel 1993.
| Nome     | Tipo     | Classificazione        | RA (J2000.0)  | DEC (J2000.0) | Velocità radiale (km/s) | Magnitudine apparente    | Distanza (Mpc) | Dimensioni (kal) |
| -------- | -------- | ---------------------- | ------------- | ------------- | ----------------------- | ------------------------ | -------------- | ---------------- |
| NGC 645  | SBb?     | Spirale barrata        | 01h 40m 08.7s | 05° 43′ 36″   | 3311 ± 1                | 12,6                     | 44,4 ± 3,1     | 126              |
| NGC 632  | S0?      | Lenticolare            | 01h 37m 17.5s | 05° 52′ 40″   | 3168 ± 6                | 12,4                     | 42,3 ± 3,0     | 62               |
| NGC 638  | SB(rs)b? | Spirale barrata        | 01h 39m 37.8s | 07° 14′ 14″   | 3176 ± 41               | 13,8                     | 42,2 ± 3,0     | 47               |
| UGC 1137 | Im?      | Irregolare magellanica | 01h 35m 12.8s | 05° 30′ 22″   | 3082 ± 3                | 13,957 ± 0,034 (Near-IR) | 41,0 ± 2,9     | 54               |
| UGC 1172 | S?       | Spirale                | 01h 39m 38.5s | 05° 46′ 58″   | 3244 ± 5                | 14,16                    | 43,5 ± 3,1     | 45               |

Il sito DeepskyLog permette di trovare agevolmente le costellazioni in cui si trovano le galassie; in alternativa si possono utilizzare le coordinate delle galassie per individuarle. Se non altrimenti indicato, le coordinate sono quelle fornite dal sito NASA/IPAC (National Aeronautics and Space Administration / Infrared Processing and Analysis Center).